# Juan Marrero Pérez
Juan Marrero Pérez znany jako Hilario (ur. 8 grudnia 1905 w Las Palmas de Gran Canaria, zm. 14 lutego 1989 tamże) – hiszpański piłkarz i trener, reprezentant kraju, grający na pozycji napastnika.

## Kariera klubowa
Hilario karierę piłkarską rozpoczął w 1922 w klubie Porteño. Trzy lata później przeniósł się do Victorii. Od 1928 występował w Deportivo La Coruña, dla którego przez 3 sezony w 50 występach strzelił 28 bramek. 
Kolejnym klubem w karierze Hilario był Realu Madryt, z którym zdobył dwa razy Puchar Króla w latach 1934 i 1936, oraz dwa razy mistrzostwo Hiszpanii w sezonach 1931/32 i 1932/33. W 1936 odszedł do Valencia CF, jednak przez wybuch wojny domowej w Hiszpanii rozgrywki zostały wstrzymane, a Hilario nigdy nie zagrał w koszulce Nietoperzy. 
W 1939 dołączył do FC Barcelony, dla której w 6 spotkaniach strzelił jedną bramkę. W 1940 powrócił do klubu Deportivo La Coruña jako grający trener. Karierę zakończył w 1943 w Elche CF.
| Sezon   | Klub                | Kraj      | Rozgrywki        | Mecze | Bramki |
| ------- | ------------------- | --------- | ---------------- | ----- | ------ |
| 1929    | Deportivo La Coruña | Hiszpania | Segunda División | 14    | 9      |
| 1929/30 | Deportivo La Coruña | Hiszpania | Segunda División | 18    | 12     |
| 1930/31 | Deportivo La Coruña | Hiszpania | Segunda División | 18    | 7      |
| 1931/32 | Real Madryt         | Hiszpania | Primera División | 14    | 5      |
| 1932/33 | Real Madryt         | Hiszpania | Primera División | 18    | 6      |
| 1933/34 | Real Madryt         | Hiszpania | Primera División | 13    | 1      |
| 1934/35 | Real Madryt         | Hiszpania | Primera División | 22    | 11     |
| 1935/36 | Real Madryt         | Hiszpania | Primera División | 6     | 0      |
| 1935/36 | Valencia CF         | Hiszpania | Primera División | 0     | 0      |
| 1936/37 |                     | Hiszpania |                  |       |        |
| 1937/38 |                     | Hiszpania |                  |       |        |
| 1938/39 |                     | Hiszpania |                  |       |        |
| 1939/40 | FC Barcelona        | Hiszpania | Primera División | 6     | 1      |
| 1940/41 | Deportivo La Coruña | Hiszpania | Segunda División | 17    | 3      |
| 1941/42 | Deportivo La Coruña | Hiszpania | Primera División | 4     | 1      |
| 1942/43 | Elche CF            | Hiszpania | Segunda División | 0     | 0      |

## Kariera reprezentacyjna
Karierę reprezentacyjną rozpoczął 9 grudnia 1931 meczem z reprezentacją Anglii, przegranym 1:7. 
W 1934 został powołany na Mistrzostwa Świata. Nie wystąpił w żadnym spotkaniu. Razem z drużyną osiągnął na tamtym turnieju ćwierćfinał. Po raz ostatni w reprezentacji wystąpił 24 stycznia 1935 przeciwko Francji; w 80. minucie strzelił bramkę, a jego drużyna wygrała 2:0. Łącznie w latach 1931–1935 w reprezentacji wystąpił w 2 spotkaniach i strzelił jedną bramkę.
| Mecze i gole w reprezentacji | Mecze i gole w reprezentacji | Mecze i gole w reprezentacji | Mecze i gole w reprezentacji | Mecze i gole w reprezentacji | Mecze i gole w reprezentacji | Mecze i gole w reprezentacji |
| #                            | Data                         | Miasto                       | Przeciwnik                   | Gol                          | Wynik                        | Rozgrywki                    |
| ---------------------------- | ---------------------------- | ---------------------------- | ---------------------------- | ---------------------------- | ---------------------------- | ---------------------------- |
| 1.                           | 09.12.1931                   | Londyn                       | Anglia                       |                              | 1:7                          | towarzyski                   |
| 2.                           | 24.01.1935                   | Chamartín                    | Francja                      |                              | 2:0                          | towarzyski                   |

## Kariera trenerska
Hilario w latach 1940–1941, 1945–1946 i 1958–1959 trenował zespół Deportivo La Coruña. W sezonie 1942/43 pełnił rolę grającego trenera w drużynie Elche CF. 
Pracował także w drużynie Racing de Ferrol w latach 1943–1944, 1944–1945, 1947–1949 i 1959–1960. Oprócz tych drużyn trenował również Betanzos (1944), Gironę (1949–1950) oraz UD Tenerife (1952–1953).

## Sukcesy
Real Madryt
- Mistrzostwo Hiszpanii (2): 1931/32, 1932/33
- Puchar Króla (2): 1933/34, 1935/36